# Ghost (film, 1990)
Pour les articles homonymes, voir Ghost.
Pour plus de détails, voir Fiche technique et Distribution.
Ghost, ou Mon Fantôme d'amour au Québec, est un film fantastique américain de Jerry Zucker, sorti en 1990.
Avec dans les rôles principaux Patrick Swayze, Demi Moore, Whoopi Goldberg et Tony Goldwyn, l'histoire raconte les aventures de Sam Wheat (Patrick Swayze), un banquier assassiné forcé de rester sur Terre sous la forme d'un fantôme jusqu'à ce qu'il arrive à démêler les raisons de son meurtre, obtenant dans l’intervalle l'aide d'une voyante excentrique, Oda Mae Brown (Whoopi Goldberg).
Malgré des critiques mitigées, le film a rencontré un énorme succès au box office, avec notamment 51 millions d'entrées vendues sur le sol américain. Totalisant 505,7 millions de dollars de recettes pour un budget de production de 22 millions, Ghost est le plus grand succès cinématographique de l'année 1990. Il remporte également plusieurs récompenses, dont deux Oscars, Whoopi Goldberg obtenant celui de la meilleure actrice dans un second rôle et le scénariste Bruce Joel Rubin celui du meilleur scénario original.

## Synopsis
Sam Wheat, un cadre d'une banque new-yorkaise, vit une belle histoire d'amour avec sa compagne Molly Jensen, une sculptrice. Les deux emménagent dans l'appartement de Manhattan qu'ils viennent de rénover avec l'aide de leur ami et collègue de Sam, Carl Bruner.
Un après-midi, Sam confie à Carl qu'il a découvert des montants inhabituellement élevés sur plusieurs comptes en banque obscurs gérés par leur établissement. Sam décide d'enquêter sur la question, mais refuse l'offre d'assistance de Carl qui lui demande ce qu'il a prévu avec Molly. Le soir même, alors que Sam et Molly se baladent dans la rue, ils sont attaqués par un agresseur inconnu qui tire sur Sam et lui vole son portefeuille. Tandis que Sam voit Molly, en pleurs, au-dessus de son cadavre gisant au sol, il réalise soudainement qu'il est devenu un fantôme, invisible et incapable d'interagir avec le monde des vivants. Une lumière céleste descend alors sur lui puis s'estompe peu après. Le fantôme de Sam reste seul dans la rue, tandis que l'ambulance contenant son corps, accompagné de Molly, s'éloigne. À l'hôpital où les brancards traversent son corps fantomatique, Sam, invisible, constate impuissant la détresse de Molly. Il se familiarise également avec son nouvel état de fantôme, en compagnie d'autres défunts qui se trouvent là.
Dans les jours qui suivent la mort de son compagnon, Molly reste chez elle, désemparée. Le fantôme de Sam reste auprès d'elle, sans que Molly ne le remarque mais leur chat, lui, perçoit sa présence invisible. Quelque temps après, Carl rend visite à Molly et lui suggère amicalement d'aller se promener dehors, histoire de changer d'air ; Sam reste dans l'appartement, ne pouvant se résoudre à les suivre. Quelques instants plus tard, l'assassin de Sam entre dans l'appartement, à la recherche de quelque chose. Sam essaie de le frapper, mais ses coups le traversent sans qu'il n'en soit affecté. Quand Molly revient chez elle, Sam fait peur à son chat pour que celui-ci attaque l’intrus, qui s'enfuit. Sam le suit jusqu'à son appartement à Brooklyn et apprend que l'homme, dénommé Willie Lopez, a été envoyé chez lui par un commanditaire inconnu.
Après avoir quitté la résidence de Lopez, Sam tombe par hasard sur le cabinet médiumnique de la voyante Oda Mae Brown, une charlatan qui fait semblant de communiquer avec l'esprit des morts. Arrivant au cours d'une séance de spiritisme avec une de ses clientes, Sam choque Oda Mae quand celle-ci découvre qu'elle possède un véritable talent psychique, entendant la voix de Sam qui la critique et se moque d'elle à voix haute. Voyant là une chance inespérée, Sam la persuade alors de prévenir Molly qu'elle est en danger, malgré la peur d'Oda Mae et sa réticence initiale. Se rendant au domicile de Molly, accompagné par la présence invisible de Sam, Oda Mae parvient à surmonter le scepticisme de la jeune femme quand elle lui transmet des informations que seul Sam connaissait de son vivant. Elle l'informe également de l’identité de Willie Lopez. Plus tard, Molly donne l'adresse de Lopez à Carl, qui se porte volontaire pour aller enquêter. La jeune femme retourne ensuite parler à la police, qui n'a pas d'antécédents sur Lopez mais qui lui montre l'épais dossier pénal d'Oda Mae Brown en tant que contrefactrice et escroc.
Pendant ce temps, Sam suit Carl et est dévasté de découvrir qu'il est le commanditaire de Lopez, les deux travaillant ensemble. En effet, Carl, qui blanchit secrètement de l'argent pour le compte de trafiquants de drogue, avait demandé à Lopez de voler Sam afin de récupérer son carnet de mots de passe, pour avoir accès aux comptes bancaires gérés par Sam. Carl finit par obtenir la clef de l'appartement de Sam où il arrache, en l'absence de Molly, les feuillets du carnet de Sam. Cela lui permettra de transférer l'argent des comptes en banque suspects vers un nouveau compte unique, situé en dehors du pays, au nom fictif de « Rita Miller », comme demandé par le chef mafieux avec qui il travaille. Ne sachant pas qu'il est observé par Sam, Carl joue un double jeu avec Molly pour la séduire, mais celle-ci refuse d'engager une nouvelle histoire d'amour pour le moment.
Plus tard, alors qu'il est dans le métro, Sam fait la connaissance d'un autre fantôme qui hante les lieux ; après un début rugueux entre les deux, le fantôme du métro finit par lui apprendre comment manipuler des objets physiques avec son esprit. Sam persuade ensuite Oda Mae de l'aider à déjouer les plans de Carl, la harcelant jusqu’à ce qu'elle accepte.
Peu de temps avant l'heure prévue pour que Carl transfère l'argent du compte de Rita Miller aux trafiquants de drogue, Oda Mae se rend à la banque (accompagnée par la présence de Sam) et, se faisant passer pour Rita Miller, ferme le compte. Peu après, et à contrecœur, elle donne le chèque de banque d'une valeur de 4 millions de dollars aux sœurs d'une œuvre de bienfaisance qu'elle croise dans la rue, après que Sam lui a intimé de le faire quand il lui explique qu'elle sera en danger tant qu'elle gardera l'argent.
Alors que Carl cherche désespérément l'argent qui a disparu du compte de Rita Miller, Sam lui révèle sa présence en tapant son nom avec le clavier d'ordinateur que Carl utilise (grâce à l’entraînement qu'il a reçu du fantôme du métro). Peu après, Carl, inquiet, se rend chez Molly. Au cours de la discussion, celle-ci lui révèle (sans en connaître l'enjeu) avoir aperçu Oda Mae à la banque. Carl et Willie Lopez se rendent ensuite chez Oda Mae, mais Sam parvient à la prévenir quelques instants avant que les deux hommes n'arrivent. Oda Mae et ses sœurs réussissent à se mettre à l’abri. Alors que Lopez inspecte les lieux, Sam jette sur lui des objets pour lui faire peur ; pris de panique, Lopez s'enfuit dans la rue mais est renversé et finalement tué par une voiture qui arrivait en sens inverse. Peu après sa mort, les ombres de la rue s'animent et des créatures ténébreuses et gémissantes émergent de l'obscurité, agrippant le fantôme de Lopez, terrifié, pour l'emmener de force en Enfer.
Oda Mae et Sam retournent ensuite à l'appartement de Molly, mais la jeune femme refuse d'ouvrir à la voyante. Quand Sam fait léviter une pièce de monnaie à travers la porte jusque dans la main de Molly, il parvient à la convaincre de sa présence, et donc que Oda Mae lui a dit la vérité à son sujet. Molly ouvre sa porte. Après une discussion entre les deux femmes où Oda Mae répète les mots de Sam à destination de Molly, la voyante permet à Sam de posséder temporairement son corps, afin que lui et Molly puissent partager un moment physique entre eux, Oda Mae étant émue de leur amour par delà la mort.
Peu après, Carl, visiblement tendu et nerveux, fait irruption dans l'appartement mais Sam (épuisé à cause de l’effort mental qu'il vient de faire) est trop fatigué pour se battre physiquement contre lui. Pendant ce temps les deux femmes, qui ont appelé la police, s'échappent par l'escalier de secours vers le grenier au-dessus de l’appartement de Molly, qui mène à un grand loft vide. Carl les suit et rattrape Oda Mae par le pied, la faisant chuter pour lui réclamer le chèque, tout en braquant son pistolet sur elle. Sam finit par recouvrer ses forces et repousse Carl, ce qui incite celui-ci à prendre Molly en otage pour obtenir le chèque. Sam le désarme et l'attaque à nouveau. Alors que Carl, terrifié, tente de s'échapper par une fenêtre, il jette dans la direction de Sam un crochet suspendu au bout d'une corde. Le crochet traverse le corps immatériel du fantôme puis revient en balancier en arrière, frappant la fenêtre au moment où Carl l'enjambait. La fenêtre se brise, un morceau pointu glissant alors vers le bas en empalant Carl, qui meurt quelques secondes après. C'est alors que les créatures ténébreuses et gémissantes surgissent de nouveau, emportant de force le fantôme terrifié de Carl en Enfer.
Alors que Sam demande à Oda Mae si elle et Molly vont bien, cette dernière, miraculeusement, l'entend parler. La même lumière céleste que celle lors de la nuit du meurtre de Sam brille alors dans la pièce, illuminant la présence du fantôme aux yeux des deux femmes. Se rendant compte qu'il est temps pour lui de partir, maintenant que sa tâche sur Terre est terminée, Sam partage avec Molly un au revoir et un dernier baiser. Il remercie ensuite Oda Mae pour son aide puis, regardant Molly, il lui dit : « C'est merveilleux Molly, l'amour qu'on a en soi, on l'emporte avec soi », avant de se diriger vers la lumière pour se rendre dans les cieux jusqu'au Paradis, tandis que les larmes de Molly ne cessent de couler et qu'un sourire reste sur son visage bouleversé par l'émerveillement, le chagrin et l'amour.

## Fiche technique
Sauf indication contraire, les informations mentionnées dans cette section peuvent être confirmées par la base de données cinématographiques IMDb,  présente dans la section « Liens externes ».
- Titre original et français : Ghost
- Titre québécois : Mon Fantôme d'amour
- Réalisation : Jerry Zucker
- Scénario : Bruce Joel Rubin
- Musique : Maurice Jarre
- Direction artistique : Jane Musky
- Costumes : Ruth Morley
  - Chanson : Unchained Melody, interprétée par The Righteous Brothers
- Photographie : Adam Greenberg
- Son : Jeff Wexler
- Montage : Walter Murch
- Production : Howard W. Koch, Lisa Weinstein, Steven-Charles Jaffe (en) et Bruce Joel Rubin
- Effets spéciaux : Bruce Nicholson, John T. Van Vliet, Katherine Kean et Richard Edlund
- Sociétés d'effets spéciaux : Industrial Light & Magic, Boss Film Studios, Available Light Productions et The Post Group
- Société de distribution : Paramount Pictures
- Budget : 22 000 000 de dollars[3]
- Pays de production :  États-Unis
- Langue originale : anglais
- Format : couleur - 35 mm[4] - 1,85:1[4] - son Dolby Stéréo
- Genre : fantastique romantique
- Durée : 128 minutes
- Dates de sortie[5] :
  - États-Unis : 13 juillet 1990
  - France : 7 novembre 1990

## Distribution

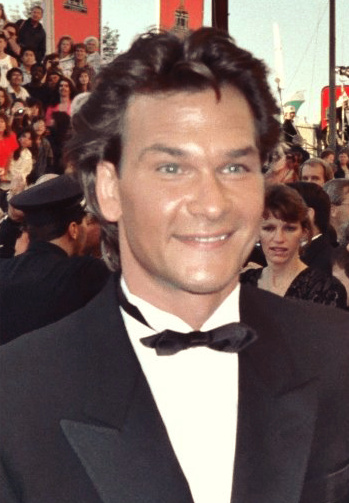
D'abord réticent, le réalisateur Jerry Zucker finit par offrir le rôle principal du film à Patrick Swayze, ici en 1989.

- Patrick Swayze (VF : Richard Darbois[6]) : Sam Wheat
- Demi Moore (VF : Brigitte Berges[7]) : Molly Jensen
- Whoopi Goldberg (VF : Maïk Darah[8]) : Oda Mae Brown
- Tony Goldwyn (VF : Emmanuel Jacomy)  : Carl Bruner
- Rick Aviles (VF : Christian Peythieu)  : Willie Lopez
- Vincent Schiavelli (VF : Pierre Hatet) : le fantôme du métro
- Gail Boggs (VF : Magali Berdichevsky) : Louise Mae Brown, sœur d'Oda Mae
- Armelia McQueen (VF : Sophie Lepanse) : Clara Mae Brown, sœur d'Oda Mae
- Phil Leeds (VF : Yves Barsacq) : le fantôme aux urgences
- Augie Blunt : Orlando
- Stephen Root (VF : Gilbert Lévy) : le sergent
- Bruce Jarchow (VF : Marcel Guido) : Lyle Ferguson
- Angelina Estrada (VF : Tamilah Mesbah) : Rosa Santiago

## Production

### Scénario
Le scénariste Bruce Joel Rubin décide d'écrire une histoire de fantôme, du point de vue du fantôme, sans savoir réellement comment s'y prendre. C'est en voyant une version de Hamlet, et notamment la scène où le fantôme du père de ce dernier demande que sa mort soit vengée, que le scénariste met en forme son concept.
Le scénario est confié par la Paramount Pictures au réalisateur Jerry Zucker, plus connu pour ses comédies déjantées telles que Y a-t-il un pilote dans l'avion ? ou Top secret !. Zucker commence à émettre des critiques sur le traitement de l'histoire. D'abord inquiet, Rubin se rend compte que Zucker a parfaitement cerné le sujet et qu'il ne prend pas le film « à la légère ». Les deux hommes reprennent alors le scénario pour l'améliorer.

### Attribution des rôles
| |  |                                                                             |
| Demi Moore qui interprète Molly, la veuve de Sam, lors du Festival de Deauville 1990 pour la présentation de Ghost. |  | Whoopi Goldberg interprète le rôle de l'extravagante voyante Oda Mae Brown. |

Pour le rôle de Sam Wheat, le premier choix du scénariste Bruce Joel Rubin est Patrick Swayze, motivé par une interview de l'acteur donnée à Barbara Walters où ce dernier évoque avec émotion son père disparu. La proposition est soumise au réalisateur Jerry Zucker qui ne voit pas en Swayze l'acteur idéal pour le personnage. Le rôle est proposé à Harrison Ford, Tom Hanks, Bruce Willis ou encore Tom Cruise. Tous refusent car ils ne veulent pas jouer le rôle d'un mort.
Conscient que c'est peut-être le rôle de sa vie, Patrick Swayze réussit à passer une audition malgré la réticence du réalisateur, qui aurait déclaré : « Il faudra me passer sur le corps pour qu'il ait ce rôle ! ». Lors de l'audition, l'acteur décroche le rôle grâce à la scène d'adieu à Molly à la fin du film, confortant Rubin dans son choix et convainquant finalement Zucker.
Nicole Kidman et Madonna auditionnent de leur côté, parmi d'autres actrices, pour le personnage de Molly. Molly Ringwald obtient le rôle avant de renoncer, choix qu'elle regrettera plus tard. C'est finalement Demi Moore qui est choisie, après que Zucker voit le film La Septième Prophétie, et aussi pour sa capacité d'actrice à pouvoir pleurer sur commande.
Pour le rôle d'Oda Mae Brown, le choix est plus compliqué. Plusieurs comédiennes ou chanteuses sont auditionnées, dont Tina Turner, mais aucune ne correspond à l'attente de Rubin ou Zucker. La comédienne Whoopi Goldberg est alors plusieurs fois proposée aux deux hommes, mais les deux ne sont pas convaincus et refusent à chaque fois. Après plusieurs auditions sans résultat, Jerry Zucker et Patrick Swayze se rendent sur le tournage du film Le Chemin de la liberté afin de rencontrer Goldberg et faire la lecture d'une scène. La lecture n'est pas extraordinaire, mais l'humour de la comédienne lui permet de décrocher le rôle.

### Tournage
La scène du film où le fantôme du métro (joué par Vincent Schiavelli) enseigne à Sam comment déplacer des objets avec sa « puissance de fantôme » a été filmée dans une plate-forme inférieure abandonnée de la 42nd Street A station à New York.

### Bruitages
Le son produit par les voix des ombres grimaçantes, qui emportent les âmes de Willy Lopez et Carl Bruner en Enfer, est celui d'un enregistrement de cris de bébés passé au ralenti et à l'envers.

### Musique
1. Unchained Melody - The Righteous Brothers - 3:37
2. Ghost - 7:24
3. Sam - 5:33
4. Ditto - 3:19
5. Carl - 4:06
6. Molly - 6:17
7. Unchained Melody (instrumental) - 3:59
8. End Credits - 4:17
9. Fire Escape (bonus) - 3:12
10. Oda Mae and Carl (bonus) - 3:58
11. Maurice Jarre Interview (bonus) - 9:51

## Accueil

### Accueil critique
Sur le site agrégateur de critiques Rotten Tomatoes, le film obtient un score de 74 % d'avis favorables, sur la base de 74 critiques collectées et une note moyenne de 6,89/10 ; le consensus du site indique : « Ghost offre aux spectateurs une romance poignante tout en mélangeant des éléments de comédie, d'horreur et de mystère, le tout s'ajoutant à l'un des succès les plus durables de son époque ». Sur Metacritic, le film obtient une note moyenne pondérée de 52 sur 100, sur la base de 17 critiques collectées ; le consensus du site indique : « Avis mitigés ou moyens ».

### Box-office
| Pays ou région | Box-office        | Date d'arrêt du box-office | Nombre de semaines |
| -------------- | ----------------- | -------------------------- | ------------------ |
| États-Unis     | 217 631 306 $     | -                          | -                  |
| France         | 3 047 553 entrées | -                          | -                  |
| Total mondial  | 505 702 588 $     | -                          | -                  |

## Distinctions
Source (sauf précision) : IMDb

### Récompenses

#### Principales
- Oscars 1991 :
  - Oscar de la meilleure actrice dans un second rôle pour Whoopi Goldberg[18]
  - Oscar du meilleur scénario original pour Bruce Joel Rubin[18]
- Golden Globes 1991 : Golden Globe de la meilleure actrice dans un second rôle pour Whoopi Goldberg
- Saturn Awards 1991 :
  - Saturn Award du Meilleur film fantastique[19]
  - Saturn Award de la Meilleure actrice pour Demi Moore[20]
  - Saturn Award de la Meilleure actrice dans un second rôle pour Whoopi Goldberg[21]
- British Academy Film Awards 1991 : BAFTA de la meilleure actrice dans un rôle secondaire pour Whoopi Goldberg[22]

#### Autres
- NAACP Image Awards 1992 : prix de la Meilleure actrice pour Whoopi Goldberg
- Nikkan Sports Film Awards 1990 : prix du Meilleur film étranger
- ASCAP Film and Television Music Awards 1991 : prix du « Top Box Office Films » pour Maurice Jarre
- American Comedy Awards 1991 : prix de l'actrice dans un rôle secondaire la plus drôle pour Whoopi Goldberg
- Goldene Leinwand 1991
- Kansas City Film Critics Circle Awards 1991 : prix de la Meilleure actrice dans un second rôle pour Whoopi Goldberg[23]
- People's Choice Awards 1991 : prix du Film dramatique préféré[24]
- Prix du film Mainichi 1991 : prix du choix des lecteurs du Meilleur film étranger
- Prix Sant Jordi 1991 : prix du Meilleur film étranger
- Young Artist Awards 1991 : prix du Film familial le plus divertissant

### Nominations
- ASC Awards 1991 : Meilleure photographie d'un film pour Adam Greenberg[25]
- BAFA Awards 1991[22] :
  - Meilleur maquilleur pour Ben Nye Jr.
  - Meilleur scénario original pour Bruce Joel Rubin
  - Meilleurs effets spéciaux
- Eddie Awards 1991 : Meilleur montage d'un film pour Walter Murch
- Golden Globes 1991 :
  - Meilleur film musical ou comédie
  - Meilleur acteur dans un film musical ou une comédie pour Patrick Swayze
  - Meilleure actrice dans un film musical ou une comédie pour  Demi Moore
- Japan Academy Prize 1991 : Meilleur film étranger
- Oscars 1991[18] :
  - Meilleur film
  - Meilleur montage pour Walter Murch
- Saturn Awards 1991 :
  - Meilleur acteur pour Patrick Swayze
  - Meilleur acteur dans un second rôle pour Tony Goldwyn
  - Meilleur réalisateur pour Jerry Zucker
  - Meilleur scénariste pour Bruce Joel Rubin
  - Meilleurs effets spéciaux pour Bruce Nicholson, John T. Van Vliet, Richard Edlund et Laura Buff
  - Meilleure musique pour Maurice Jarre
- Prix Hugo 1991 : Meilleur film dramatique
- Writers Guild of America Awards 1991 : Meilleur scénario original pour Bruce Joel Rubin

## Analyse

### Thèmes principaux
Le film montre à la fois un monstre moral et un véritable monstre. Le personnage de Carl Bruner représente un monstre moral par son caractère inhumain ; son interprète, l'acteur Tony Goldwyn a même reçu de la haine à la suite de son rôle dans ce film, ce qui démontre que son personnage est associé avec la cruauté. Dans le film, ses actions et motivations sont incontestablement immorales. Pour ce qui est du monstre physique, il s'agit de la référence au fantôme de Sam Wheat (Patrick Swayze).
Plusieurs thèmes en relation avec ces deux monstres sont représentés dans le film.
Le réalisateur Jerry Zucker aborde tout d’abord assez explicitement le thème de la trahison et de la déception, notamment avec la relation entre Sam et Carl. Au tout début, une amitié et un sentiment de confiance règnent entre les deux personnages. Plus tard dans le film, on apprend que Carl est impliqué dans le meurtre de son ami et partenaire de travail. Ici réside la raison principale pourquoi Carl est considéré comme un monstre moral : il fait abstraction de loyauté et démontre l’ampleur de l’obscurité qui peut être contenue au sein d’une personne semblant « normale ». Le thème de la violence est aussi étroitement lié à cette représentation de monstres moraux. L’acte de violence principal, le meurtre de Sam, est un acte plus qu’immoral commis par ces monstres.[réf. nécessaire]
De plus, le film ne fait pas exception au concept du bien contre le mal. Comme dans tous les films de monstres, ce concept est clé au sein de l’œuvre. Au niveau plus technique, les jeux de lumières sont utilisés dans ce film pour cette représentation, La lumière et l’obscurité étant importantes dans le film pour illustrer ce thème. Sam, Molly et la voyante Oda Mae sont la caricature du bien ; Carl et les autres antagonistes du film forment la caricature du mal. Contrairement à d’autres films, ce concept de bien contre le mal est absolu. Dans les films plus modernes, des personnages sont « bons » mais détiennent également des caractéristiques de « méchants ». En ce sens, on peut observer de l’injustice morale : le « bon » est puni par sa mort, alors que le « méchant » obtient d’abord ce qu’il veut. Toutefois, comme dans tous les films du genre, vers la fin on revoit cette notion pour apporter justice aux « bons » en punissant les « mauvais ».[réf. nécessaire]
Le thème de la vie apparaît aussi dans ce film, celui de la vie après la mort via et le concept de la rédemption. Au début du film, notamment, Sam Wheat livre un monologue sur la fragilité de la vie. Au fil du film, Sam est confronté à ses actions passées et y trouve finalement la rédemption. La représentation de cette vie après la mort ne diffère pas vraiment de celle présente dans les autres films de fantômes.
Finalement, les thèmes de l’amour, de la connexion spirituelle, du deuil et de la guérison sont parmi les plus importants. L’amour présent entre Sam et Molly est si puissant qu’il transgresse les règles de la physique. Ils possèdent une connexion spirituelle et non seulement physique. La fameuse scène de la poterie, par exemple, est iconique des films hollywoodiens. {Même que chaque année pour la Saint-Valentin, des couples recréent cette scène. Molly fait donc face à un deuil sans comparable et trouve la paix avec l’aide d’Oda, qui agit en tant que « pont » entre les deux amants pour la plupart du film.[réf. nécessaire]

### Représentation du surnaturel
La représentation du fantôme dans Ghost n’est pas très différente des autres films. La notion d’immatérialisme est fidèle à Hollywood. Lorsqu’un « méchant » essaie d’entrer chez Molly, Sam fait tout en son pouvoir pour tenter de la protéger. Cependant, il passe au travers des murs et ne réussit pas à attraper d’objets pour la défendre. Par contre, il a réussi à grimper les escaliers sans problème. Ces erreurs sont communes dans les films hollywoodiens. Pourquoi un fantôme ne passe-t-il pas au travers du sol comme c’est le cas avec les murs ? C’est une question propre à la fiction, car si on observe ce concept par la physique, alors la réponse est bien plus complexe.[réf. nécessaire]

## Adaptation en comédie musicale
Le long-métrage est transposé en comédie musicale en 2011 sous le titre de Ghost the Musical. Le livret est écrit par Bruce Joel Rubin ; la musique et les paroles sont signées par le tandem Dave Stewart / Glen Ballard. La comédie musicale fait ses débuts au Manchester Opera House de Manchester en mars 2011 et est ensuite transférée à Broadway en avril 2012. Elle a été adaptée dans plusieurs pays.